# Schleusenbrücke
Schleusenbrücke er en bro i Berlin, Tyskland. Broen forbinder Museumsøen med fastlandet over Spree-floden.
52°30′57″N 13°23′59″Ø / 52.5158°N 13.3997°Ø